# Jovan Vukotić
Jovan Vukotić, črnogorski general in vojaški zgodovinar, * 22. februar 1907, † 25. januar 1982, Beograd.

## Življenjepis
Vukotić, častnik VKJ, se je leta 1941 pridružil NOVJ in naslednje leto še KPJ. Med vojno je bil poveljnik več enot, nazadnje KNOJ.
Po vojni je bil poveljnik KNOJ, načelnik Pehotnega šolskega centra, načelnik Vojaškozgodovinskega inštituta,...